# 长柄赤车
长柄赤车（学名：Pellionia tsoongii），为荨麻科赤车属下的一个植物种。